# Prąd Peruwiański

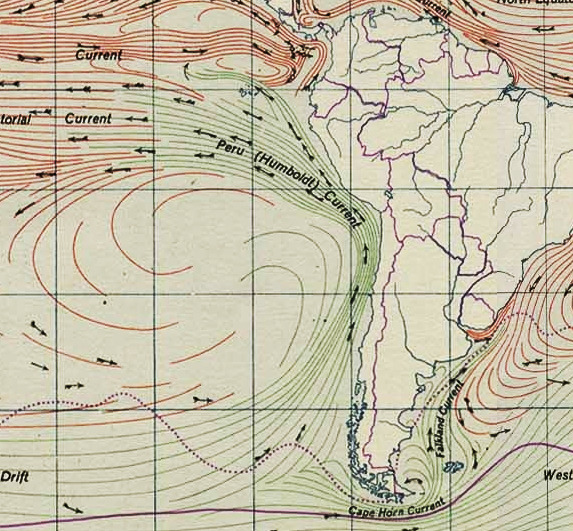
Mapa przedstawiająca trasę przepływu prądu peruwiańskiego

Prąd Peruwiański (Prąd Humboldta) – zimny prąd morski na Pacyfiku płynący z południa na północ, będąc wyodrębnieniem Prądu Wiatrów Zachodnich, wzdłuż zachodnich wybrzeży Ameryki Południowej. Temperatura wód powierzchniowych wynosi ok. 20 °C w lecie (grudzień-luty) i ok. 15 °C w zimie (czerwiec-sierpień). Powoduje wysuszanie i ochładzanie klimatu wybrzeża przyczyniając się do pustynnienia (np. pustynia Atacama). Ma szerokość ok. 900 km i transportuje ok. 10–20 mln m³ wody w ciągu sekundy.
Nazwa prądu nadana została na cześć niemieckiego przyrodnika Alexandra von Humboldta.
Prąd Peruwiański zakłócany jest przez zjawisko El Niño, powodujące podniesienie się temperatury wód przybrzeżnych i katastrofalne opady deszczu w Andach oraz zmniejszanie się pokrywy wiecznych śniegów, których równomierne topnienie w ciągu roku zapewniało dopływ wody do andyjskich rzek.